# Liste der Biografien/Sten
Liste der Biografien |
Portal Biografien |
Personensuche
# |
A |
B |
C |
D |
E |
F |
G |
H |
I |
J |
K |
L |
M |
N |
O |
P |
Q |
R |
S |
T |
U |
V |
W |
X |
Y |
Z |
?
 
Sa |
Sb |
Sc |
Sd |
Se |
Sf |
Sg |
Sh |
Si |
Sj |
Sk |
Sl |
Sm |
Sn |
So |
Sp |
Sq |
Sr |
Ss |
St |
Su |
Sv |
Sw |
Sy |
Sz
 
Sta |
Ste |
Sth |
Sti |
Stj |
Stl |
Sto |
Str |
Sts |
Stt |
Stu |
Stv |
Stw |
Sty
 
Stea |
Steb |
Stec |
Sted |
Stee |
Stef |
Steg |
Steh |
Stei |
Stej |
Stek |
Stel |
Stem |
Sten |
Steo |
Step |
Ster |
Stes |
Stet |
Steu |
Stev |
Stew |
Stey |
Stez
Die Liste der Biografien führt alle Personen auf, die in der deutschsprachigen Wikipedia einen Artikel haben. Dieses ist eine Teilliste mit 348 Einträgen von Personen, deren Namen mit den Buchstaben „Sten“ beginnt.

## Sten
- Sten Sture der Ältere († 1503), Reichsverweser von Schweden
- Sten, Anna (1908–1993), russisch-amerikanische Schauspielerin
- Sten, Helge (* 1971), norwegischer Jazz, Rock- und Ambientmusiker
- Sten, Jan Ernestowitsch (1899–1937), sowjetischer Philosoph, Opfer des Stalinismus
- Sten, Juha (* 1983), finnischer Basketballspieler
- Sten, Maria (* 1989), dänische Schauspielerin und Sänger
- Stén, Sanna (* 1977), finnische Ruderin
- Sten, Simon († 1619), deutscher Lehrer, Philologe, Historiker und Literaturwissenschaftler
- Sten, Viveca (* 1959), schwedische Schriftstellerin und JuristinViveca Sten (* 1959)

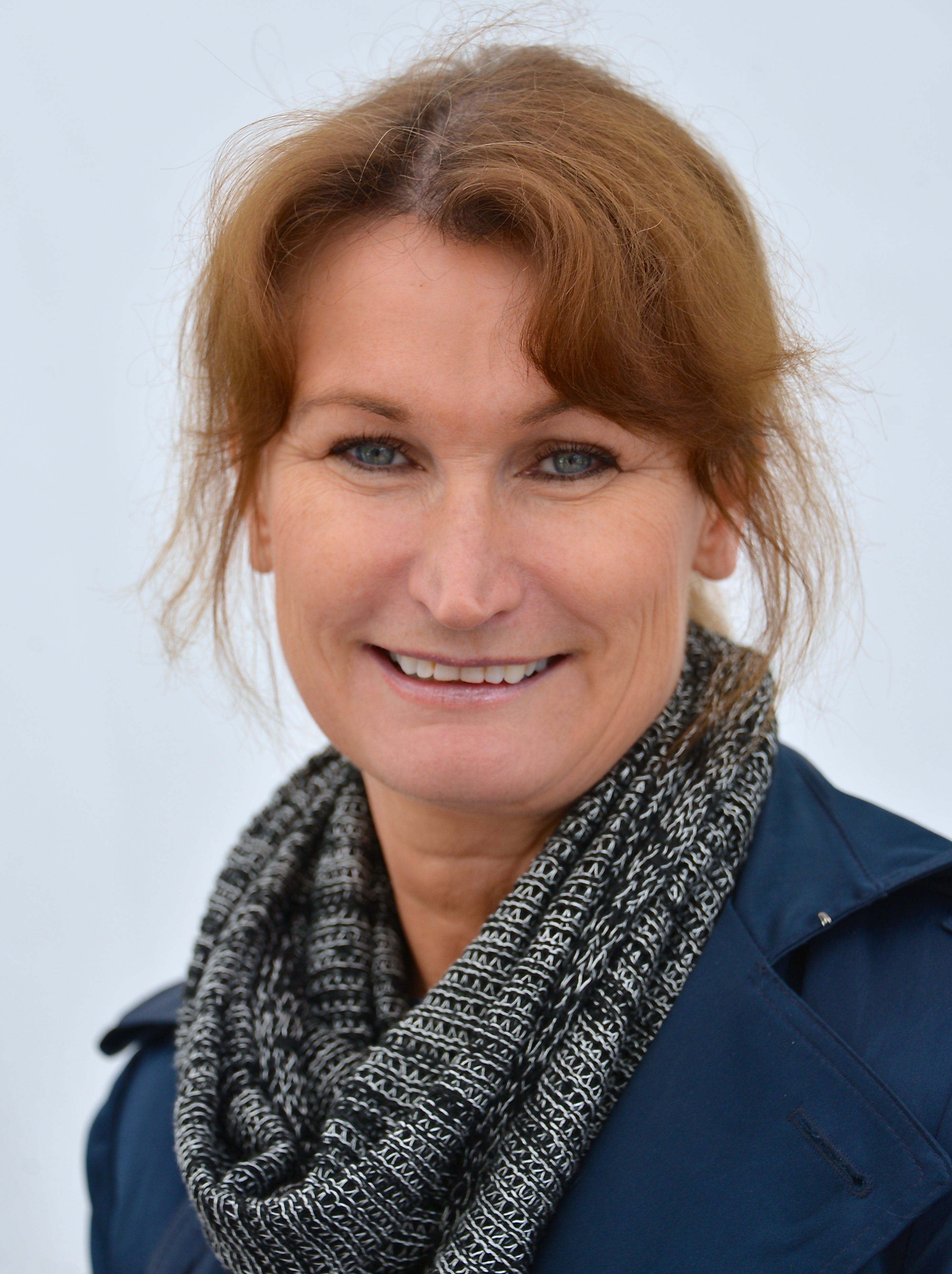
Viveca Sten (* 1959)

### Stenb
- Stenbäck, Josef (1854–1929), finnischer Architekt
- Stenbäck, Pär (* 1941), finnischer Politiker (Schwedische Volkspartei), Abgeordneter und Minister
- Stenbäcken, Jonathan (* 1988), schwedischer Handballspieler
- Stenbæk, Marianne (* 1940), dänisch-kanadische Kulturwissenschaftlerin und Journalistin
- Stenbeck, Jan (1942–2002), norwegischer Skispringer
- Stenbeck, Thor (1864–1914), schwedischer Arzt und Strahlentherapeut
- Stenbeke, Petrus, Gründungsrektor der Universität Rostock
- Stenberg, Amandla (* 1998), US-amerikanische SchauspielerinAmandla Stenberg (* 1998)

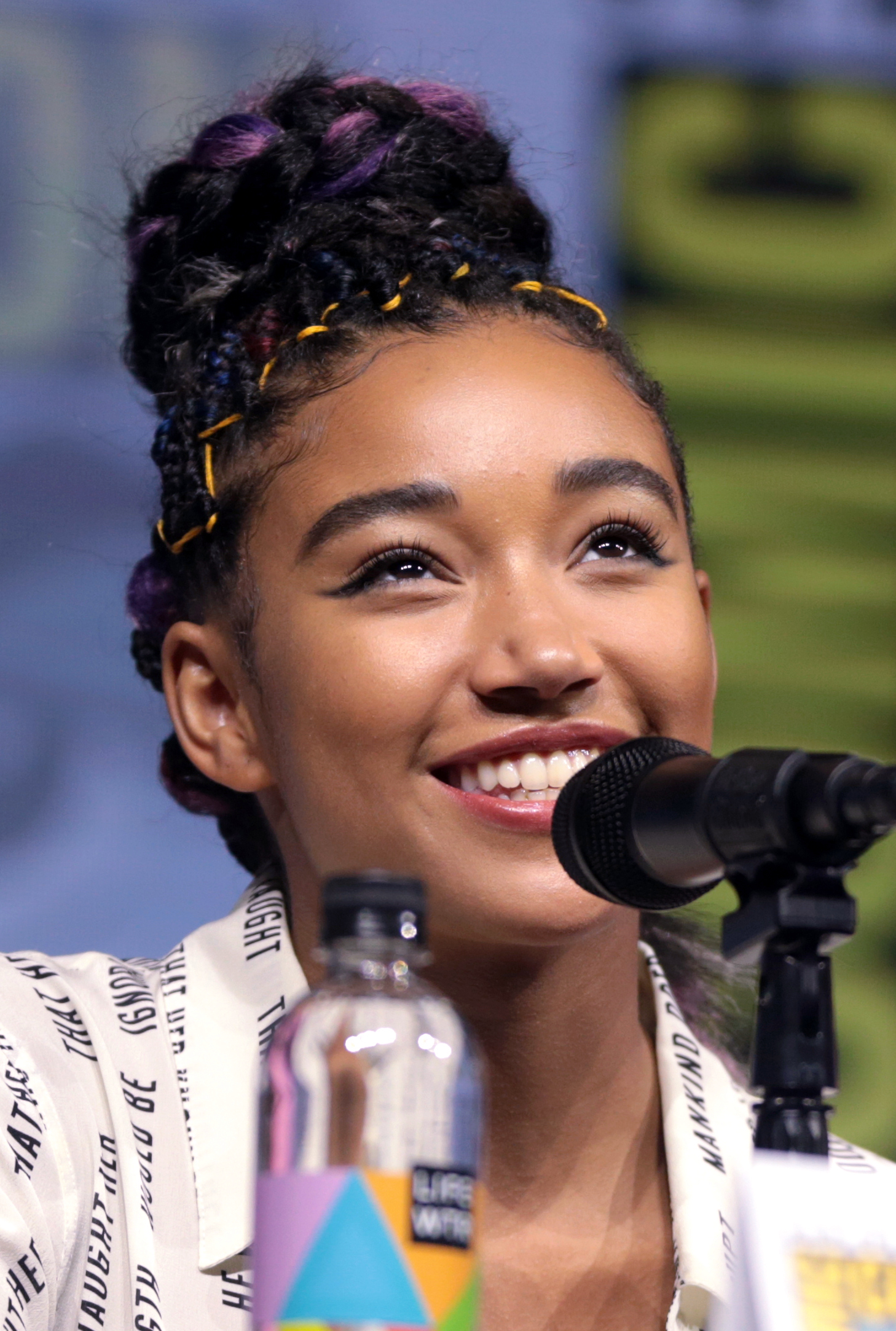
Amandla Stenberg (* 1998)

- Stenberg, Anita Yvonne (* 1992), norwegische Bahnradsportlerin
- Stenberg, Berdien (* 1957), niederländische Flötistin und Politikerin (CDA)
- Stenberg, Daniel (* 1970), schwedischer Softwareentwickler
- Stenberg, Dick (1921–2004), schwedischer Generalleutnant
- Stenberg, Georgi Awgustowitsch (1900–1933), schwedisch-russischer Grafiker
- Stenberg, Henrik (* 1990), schwedischer Unihockeyspieler
- Stenberg, Jeremy (* 1981), US-amerikanischer Motocrossfahrer
- Stenberg, Karin (1884–1969), samische Aktivistin und Pionierin der samischen Politik in Schweden
- Stenberg, Kurt (1888–1936), finnischer Turner
- Stenberg, Patrik (* 1990), schwedischer Straßenradrennfahrer
- Stenberg, Sirið (* 1968), färöische Politikerin (Tjóðveldi)
- Stenberg, Trine (* 1969), norwegische Fußballspielerin
- Stenberg, Ulf (* 1979), schwedischer Schauspieler
- Stenberg, Wladimir Awgustowitsch (1899–1982), schwedisch-russischer Grafiker
- Stenberger, Mårten (1898–1973), schwedischer Prähistoriker
- Stenbock, Erik (1612–1659), schwedischer Generalmajor
- Stenbock, Gustaf Otto (1614–1685), schwedischer Offizier und Politiker
- Stenbock, Katharina (1535–1621), schwedische Königin
- Stenbock, Magnus (1665–1717), schwedischer FeldmarschallMagnus Stenbock (1665–1717)

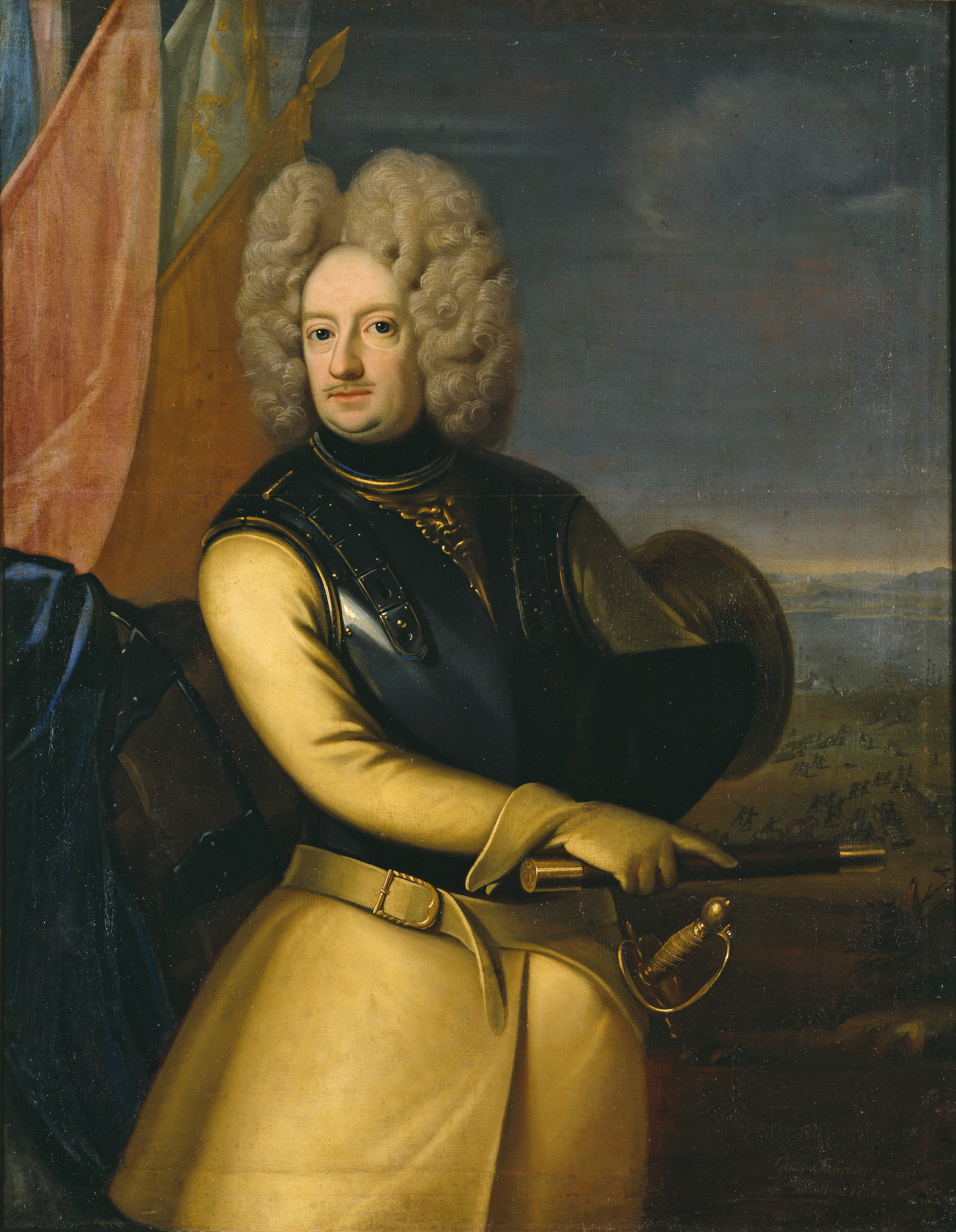
Magnus Stenbock (1665–1717)

- Stenbock, Magnus (1804–1836), estnisch-russischer Genremaler der Düsseldorfer Schule
- Stenbock-Fermor, Alexander Graf (1902–1972), deutscher Autor und Widerstandskämpfer in der Zeit des Nationalsozialismus
- Stenbock-Fermor, Nils Graf (1904–1969), deutscher Maler, Zeichner, Illustrator und Bühnenbildner
- Stenborg, Carl (1752–1813), schwedischer Opernsänger (Tenor), Theaterleiter und Komponist
- Stenborg, Petter (1719–1781), schwedischer Schauspieler und Theaterleiter

### Stenc
- Stencel, Milan (* 1940), luxemburgischer Tischtennistrainer mit kroatischen Wurzeln
- Stencel, Narbal da Costa (1925–2003), brasilianischer katholischer Bischof

### Stend
- Stendahl, Krister (1921–2008), schwedischer lutherischer Theologe
- Stendal, Kurt (1951–2019), dänischer Fußballspieler und -trainer
- Stendal, Trude (* 1963), norwegische Fußballspielerin
- Stendar, Wolfgang (1929–2017), deutscher Schauspieler
- Stendardo, Guglielmo (* 1981), italienischer Fußballspieler
- Stendebach, Carl Friedrich Philip (1866–1938), deutscher Ingenieur, Pionier der Elektrotechnik, Erfinder, Unternehmer und Waffenhersteller
- Stendebach, Franz Josef (* 1934), deutscher Theologe, Alttestamentler und Hochschullehrer
- Stendebach, Max (1892–1984), österreichisch-deutscher Offizier und Politiker (VdU, FPÖ), Abgeordneter zum Nationalrat
- Stendel, Daniel (* 1974), deutscher Fußballspieler und -trainer
- Stendel, Eberhard (* 1913), deutscher Jurist, Richter am Bundesfinanzhof
- Stendel, Ernst (1879–1951), deutscher Jurist und Politiker (DVP, CDU), MdL
- Stender, Christoph (* 1957), deutscher Schriftsteller und Geistlicher, römisch-katholischer Pfarrer
- Stender, Ernst-Erich (* 1944), deutscher Kirchenmusiker und Organist
- Stender, Gotthard Friedrich (1714–1796), kurländischer lutherischer Pastor, Autor und Erfinder
- Stender, Hans-Stephan (1920–2007), deutscher Radiologe
- Stender, Harald (1924–2011), deutscher FußballspielerHarald Stender (1924–2011)

Harald Stender (1924–2011)

- Stender, Herbert (1913–1978), deutscher Politiker (CDU, FDP), MdL
- Stender, Inger (1912–1989), dänische Schauspielerin
- Stender, Kianusch (* 1993), deutscher Politiker (SPD)
- Stender, Otto (1936–2021), deutscher Buchhändler und Funktionär
- Stender, Wolfram (* 1962), deutscher Soziologe und Hochschullehrer
- Stender-Petersen, Adolf (1893–1963), deutsch-dänischer Slawist russischer Herkunft
- Stender-Vorwachs, Jutta (1954–2021), deutsche Rechtswissenschaftlerin
- Stendera, Marc (* 1995), deutscher Fußballspieler
- Stendhal (1783–1842), französischer SchriftstellerStendhal (1783–1842)

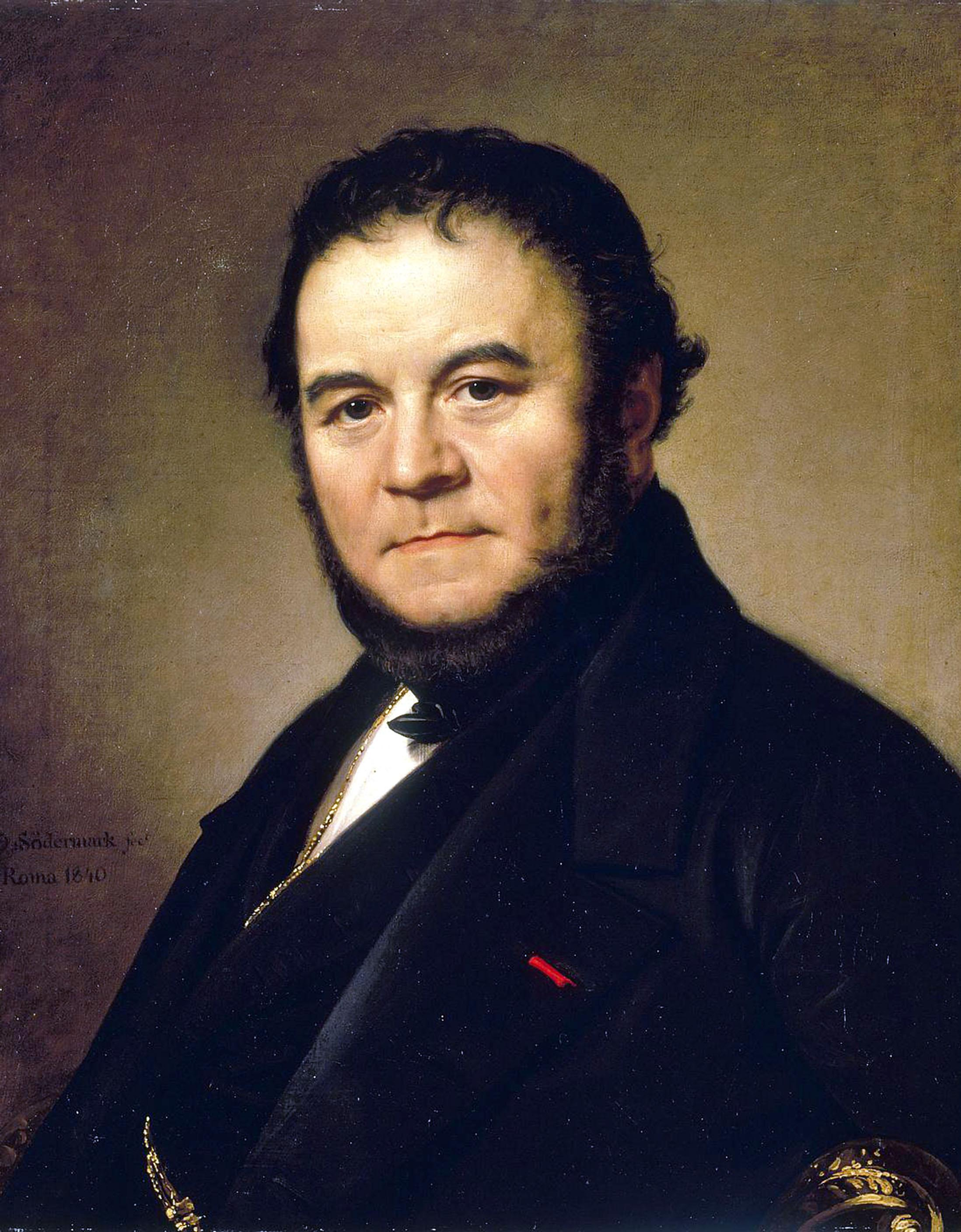
Stendhal (1783–1842)

### Stene
- Stene, Vibeke (* 1978), norwegischer Sopran und Popmusikerin
- Steneberg, Otto (1862–1940), deutscher Verwaltungsbeamter
- Steneke, Hinrich († 1300), Kaufmann und Bürgermeister der Hansestadt Lübeck
- Steneker, Ben (* 1935), niederländischer Country-Sänger
- Stenekes, Jack, kanadischer Evangelist, Sänger und Liedermacher
- Stenelt, Adam, deutscher Bildhauer
- Stenen, Ole (1903–1975), norwegischer Skisportler
- Stenersen, Bjørn (1970–1998), norwegischer Radrennfahrer
- Stenersen, Karsten (* 1971), norwegischer Radrennfahrer
- Stenersen, Rolf (1899–1978), norwegischer Leichtathlet, Autor, Kunstsammler
- Stenersen, Sverre (1926–2005), norwegischer Skisportler
- Stenersen, Torstein (* 1988), norwegisch-schwedischer Biathlet
- Stenerud, Harald (1897–1976), norwegischer Diskus- und Hammerwerfer
- Stenerud, Jan (* 1942), norwegischer American-Football-Spieler
- Stenevi, Märta (* 1976), schwedische Umweltpolitikerin

### Stenf
- Stenflo, Lennart (* 1939), schwedischer Plasmaphysiker und Hochschullehrer
- Stenford, Sigi, deutscher Kapellmeister

### Steng
- Stengade, Stine (* 1972), dänische Theater- und Filmschauspielerin
- Stengård, Ann (* 1955), dänische Fußballnationalspielerin
- Stengel, Adolf (1828–1900), deutscher Agrarwissenschaftler und Politiker (DFP), MdR
- Stengel, Balthasar Wilhelm (1748–1824), deutscher Architekt und Baumeister
- Stengel, Carl Albert Leopold von (1784–1865), deutscher Jurist, bayerischer Verwaltungsbeamter
- Stengel, Casey (1890–1975), US-amerikanischer Baseballspieler und -manager
- Stengel, Christian (1795–1890), deutscher Arzt
- Stengel, Edmund (1845–1935), deutscher Romanist und Politiker (FVp), MdR
- Stengel, Edmund Ernst (1879–1968), deutscher Historiker und Diplomatiker
- Stengel, Emil von (1842–1925), bayerischer Generalleutnant
- Stengel, Erwin (1902–1973), österreichisch-britischer Psychiater
- Stengel, Franz Joseph von (1683–1759), kurpfälzischer Geheimrat und Kanzleidirektor
- Stengel, Franz von (1803–1870), badischer Jurist und Politiker
- Stengel, Franz von (1811–1867), deutscher Verwaltungsbeamter
- Stengel, Franz von (1817–1877), bayerischer Generalmajor
- Stengel, Franziska von (1801–1843), deutsche Schriftstellerin
- Stengel, Friedemann (* 1966), deutscher evangelischer Theologe
- Stengel, Friedrich Joachim (1694–1787), deutscher Architekt des BarockFriedrich Joachim Stengel (1694–1787)

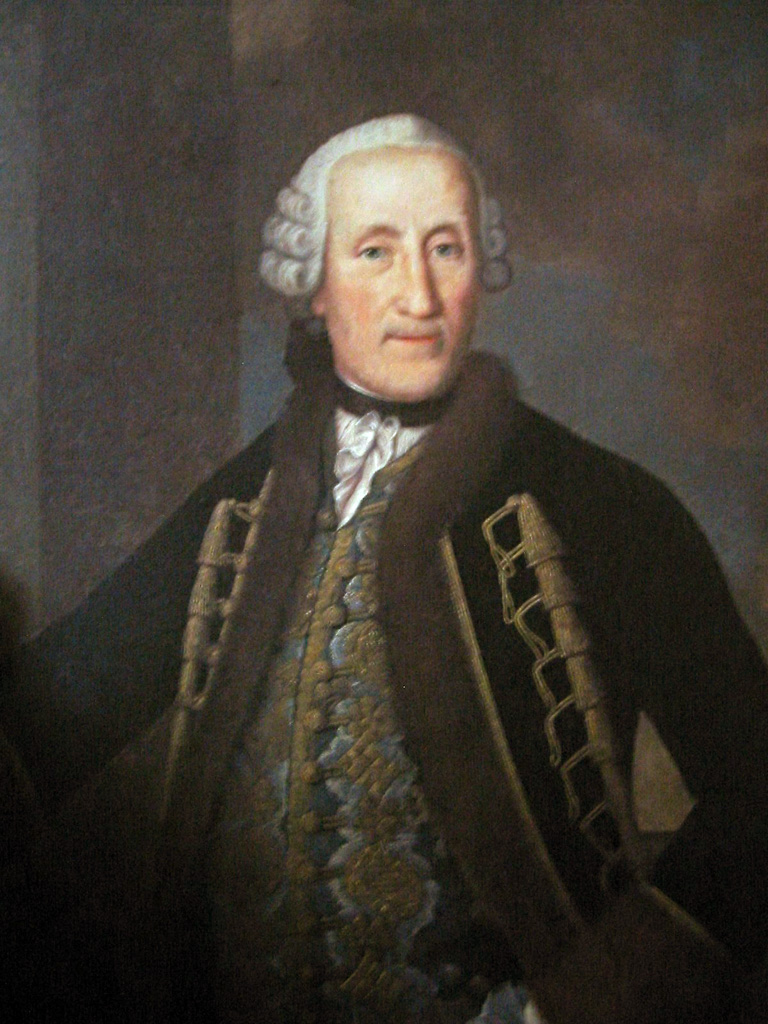
Friedrich Joachim Stengel (1694–1787)

- Stengel, Georg (1584–1651), Jesuit, katholischer Theologe, Schriftsteller
- Stengel, Georg (* 1993), deutscher Popsänger
- Stengel, Georg von (1721–1798), kurpfälzischer Kanzleidirektor und Staatsrat
- Stengel, Georg von (1775–1824), deutscher Beamter
- Stengel, Gerhard (1915–2001), deutscher Maler, Grafiker und Zeichner
- Stengel, Gottlieb (1897–1981), deutscher Diplomlandwirt und Landwirtschaftslehrer
- Stengel, Hansgeorg (1922–2003), deutscher Journalist, Schriftsteller, Satiriker und Kabarettist
- Stengel, Heinrich (1884–1970), deutscher Lehrer und Numismatiker
- Stengel, Heinrich Christian Michael von (1744–1796), französischer General deutscher Herkunft
- Stengel, Hermann von (1837–1919), bayerischer Verwaltungsbeamter, deutscher Politiker und Staatssekretär im Reichsschatzamt des Deutschen Kaiserreichs
- Stengel, Hermann von (1872–1954), deutscher Offizier, Konsularbeamter und Gesandter
- Stengel, Johann Friedrich (* 1746), deutscher Architekt und kaiserlich-russischer Hofbaumeister
- Stengel, Johann Rudolf (1824–1857), Schweizer Ingenieur-Topograf und Kartograf
- Stengel, Joseph Gabriel von (1771–1848), badischer Jurist und Verwaltungsbeamter
- Stengel, Karl (1581–1663), deutscher Abt, theologischer Schriftsteller
- Stengel, Karl (1925–2017), ungarisch-deutscher Maler
- Stengel, Karl von (1765–1818), deutscher Generalmajor der bayerischen Armee
- Stengel, Karl von (1840–1930), deutscher Richter und Rechtswissenschaftler
- Stengel, Karl-Heinz (* 1952), deutscher Referatsleiter am Rechnungshof
- Stengel, Katie (* 1992), US-amerikanische Fußballspielerin
- Stengel, Kurt (1862–1917), sächsischer Oberst und Brigadekommandeur
- Stengel, Kurt (1907–2001), deutscher Elektrotechniker, Leiter der Stadtwerke Karlsruhe
- Stengel, Liborius (1801–1835), deutscher katholischer Theologe und Hochschullehrer
- Stengel, Lothar (* 1941), deutscher Boxer
- Stengel, Margarethe von (1898–1981), deutsche Widerstandskämpferin gegen den Nationalsozialismus
- Stengel, Marion von (* 1962), deutsche Synchronsprecherin
- Stengel, Paul (1851–1929), deutscher Altphilologe und Gymnasiallehrer
- Stengel, Paul (1873–1923), deutscher Angestellter und Politiker, MdL
- Stengel, Richard (* 1955), amerikanischer Journalist und Diplomat
- Stengel, Rudolf von (1772–1828), preußischer Generalmajor
- Stengel, Stephan von (1750–1822), pfälzisch-bayerischer Aufklärer, liberaler Finanz- und Wirtschaftsfachmann, Radierer und Zeichner
- Stengel, Theophil (1905–1995), deutscher Musikwissenschaftler
- Stengel, Walter (1882–1960), deutscher Kunst- und Kulturhistoriker
- Stengel, Werner (* 1936), deutscher Ingenieur und AchterbahnkonstrukteurWerner Stengel (* 1936)

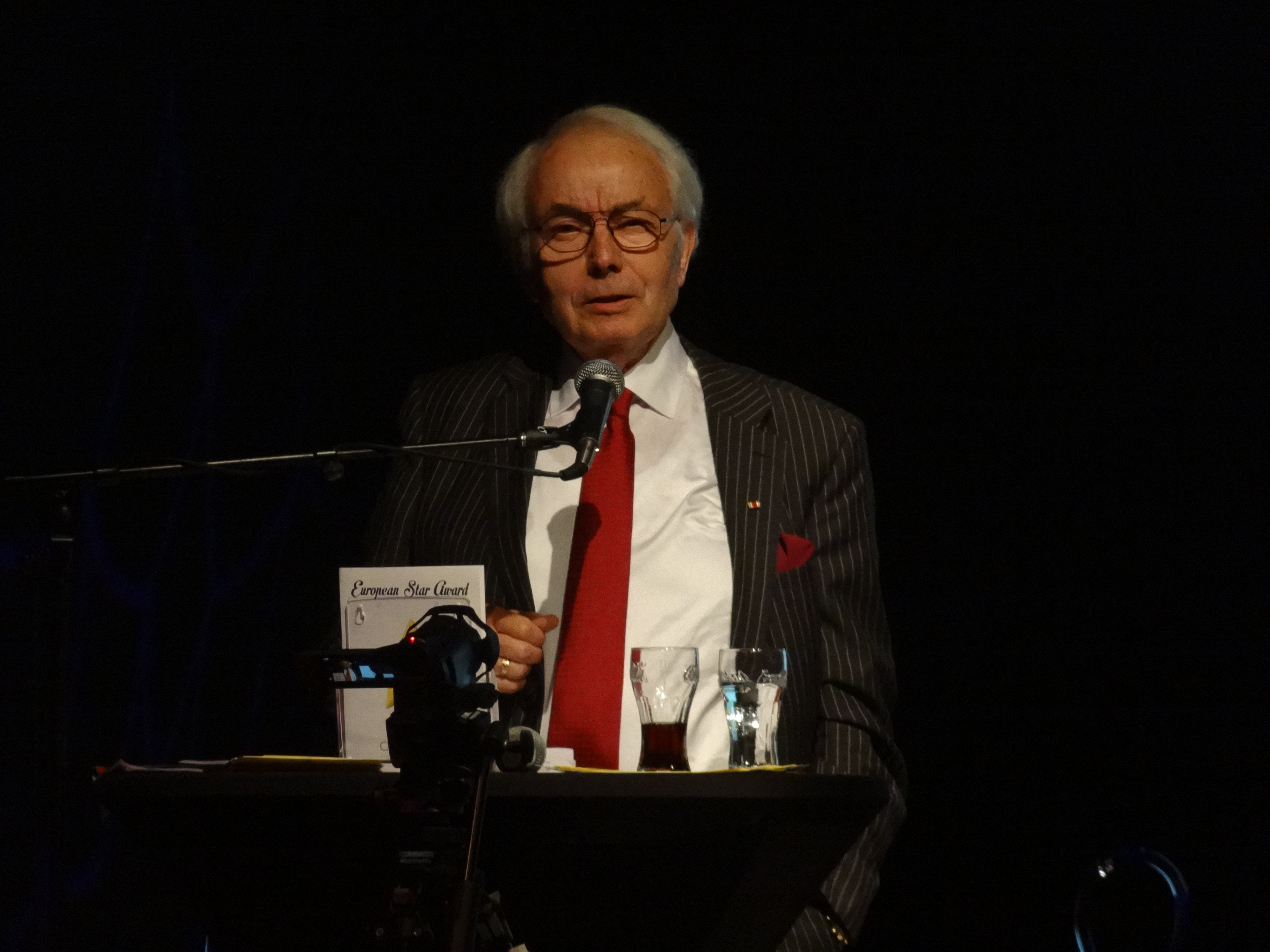
Werner Stengel (* 1936)

- Stengel, Wilhelm Ferdinand (1796–1870), königlich-sächsischer Hofrat, Leipziger Stadtrat, Polizeidirektor und Ehrenbürger
- Stengel, Wilhelm von (1860–1927), deutscher Kommunalpolitiker
- Stengel-von Rutkowski, Lothar (1908–1992), deutscher Arzt, nationalsozialistischer Rassentheoretiker und Dichter
- Stengele, Benvenut (1842–1904), deutscher Franziskanerpater und Historiker
- Stengele, Bernhard (* 1963), deutscher Schauspieler, Rezitator, Regisseur und Politiker (Bündnis 90/Die Grünen)
- Stengele, Gustav (1861–1917), deutscher Politiker (SPD), MdHB und Redakteur des Hamburger Echos
- Stengele, Ida (* 1861), schweizerisch-deutsche Politikerin der SPD, MdHB
- Stengelhofen-Weiß, Heidi (* 1966), deutsche Juristin, Richterin am Bundesverwaltungsgericht
- Stengelin, Alphonse (1852–1938), französischer Porträt- und Landschaftsmaler, Graveur, Radierer und Lithograf
- Stengelin, Dietlinde (* 1940), deutsche Malerin der Gegenwart
- Stengelin, Ernst (1909–1943), deutscher SS-Unterscharführer im Vernichtungslager Sobibor
- Stengelin, Hermann (1871–1948), deutscher Gastwirt und Politiker (DVP, FVP, DtVP), Abgeordneter im württembergischen Landtag
- Stenger, Andreas (* 1963), deutscher Polizeibeamter, Polizeipräsident von Mannheim
- Stenger, Carl (1905–1982), deutscher Politiker (SPD), MdB
- Stenger, Christiane (* 1987), deutsche Gedächtnissportlerin, Fernsehmoderatorin und SachbuchautorinChristiane Stenger (* 1987)

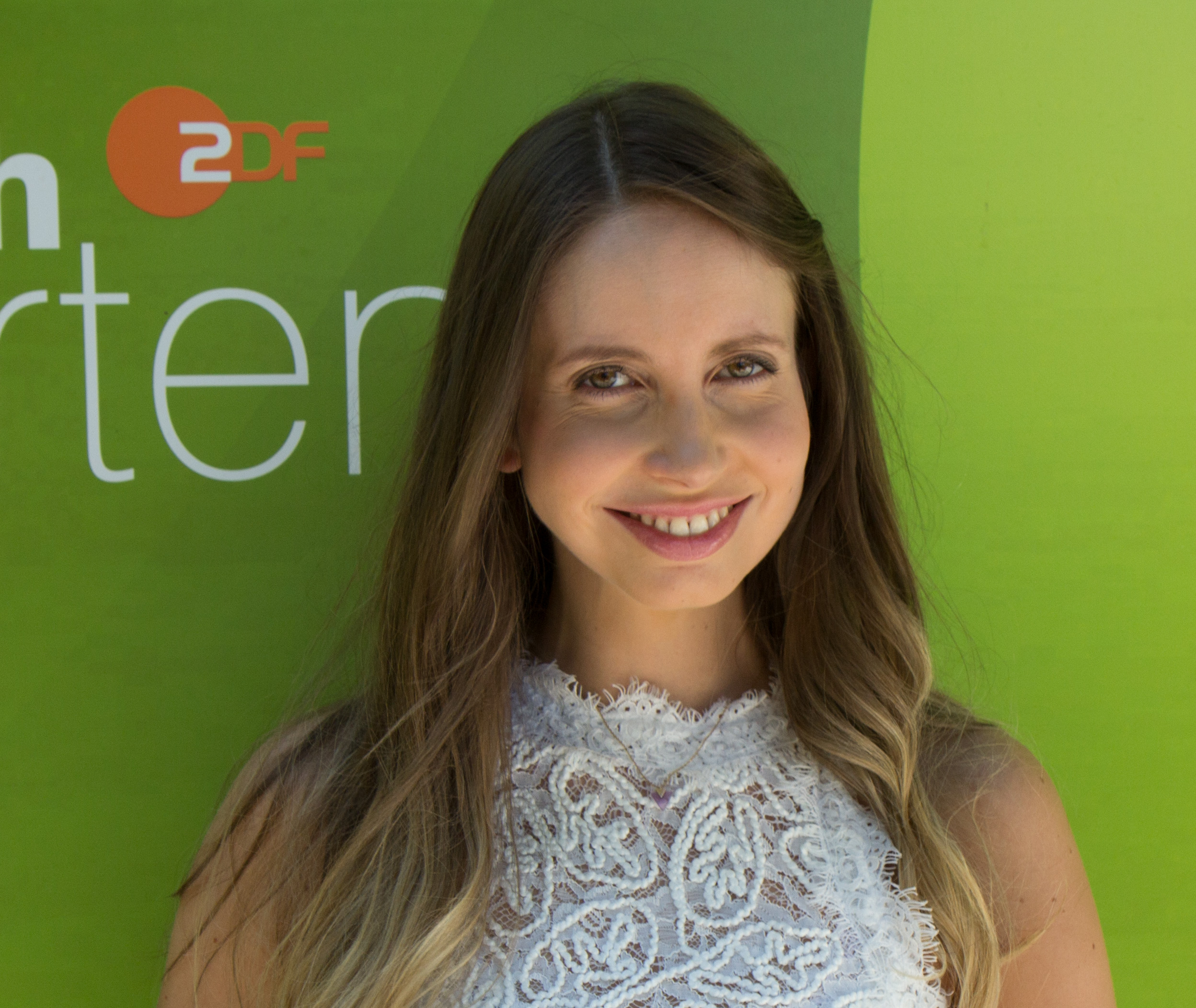
Christiane Stenger (* 1987)

- Stenger, Erich (1878–1957), deutscher Chemiker
- Stenger, Franz (1859–1893), deutscher Physiker
- Stenger, Georg (* 1957), deutscher Philosoph, Universitätsprofessor für Philosophie in einer globalen Welt an der Universität Wien
- Stenger, Harald (* 1951), deutscher Sportjournalist und Fußballfunktionär
- Stenger, Herbert (1948–2014), deutscher Bergrennfahrer im Automobilsport
- Stenger, Hermann (1920–2016), deutscher römisch-katholischer Pastoraltheologe und Psychotherapeut
- Stenger, Horst (1935–2017), deutscher Mathematiker
- Stenger, Jan (* 1972), deutscher Altphilologe
- Stenger, Johann Melchior (1638–1710), deutscher lutherische Theologe und Prediger
- Stenger, Kaspar Adam (1649–1690), deutscher Bibliothekar
- Stenger, Marc (* 1946), französischer Geistlicher und römisch-katholischer Bischof von Troyes
- Stenger, Matthias (* 1976), deutscher Historiker und Direktor der Ostfriesischen Landschaft
- Stenger, Paul (1865–1940), deutscher Sanitätsoffizier, HNO-Arzt und Hochschullehrer in Königsberg (Preußen)
- Stenger, Peter (1792–1874), Bierbrauer und Unternehmer
- Stenger, Rita (* 1976), österreichische Politikerin (SPÖ), Landtagsabgeordnete
- Stenger, Victor J. (1935–2014), US-amerikanischer Physiker und atheistischer Aktivist
- Stenger, Werner (1938–1990), deutscher römisch-katholischer Theologe
- Stenger, William (1840–1918), US-amerikanischer Politiker
- Stengers, Isabelle (* 1949), belgische Philosophin
- Stengg, Andreas (1660–1741), österreichischer Baumeister am Übergang vom Hochbarock zum Rokoko
- Stengg, Johann Georg (* 1689), steirischer Barockbaumeister und Architekt
- Stengl, Manfred (1946–1992), österreichischer Rennrodler, Bobsportler, Motorradrennfahrer und Olympiasieger
- Stengle, Charles I. (1869–1953), US-amerikanischer Politiker
- Stenglein, Albert (1869–1935), deutscher Verwaltungsbeamter
- Stenglein, Andreas (1929–2025), deutscher Politiker (SPD), MdL
- Stenglein, Heinrich (1928–1991), deutscher Politiker (SPD)
- Stenglein, Ludwig (1869–1936), bayerischer Jurist
- Stenglein, Melchior (1825–1903), deutscher Jurist und Politiker (NLP), MdR
- Stenglein, Melchior Ignaz (1745–1827), deutscher römisch-katholischer Theologe, Geistlicher und Hochschullehrer
- Stenglein, Melchior von (1790–1857), Regierungspräsident von Oberfranken
- Stengler, Adalbert (1850–1910), deutscher Wasserbauingenieur und Pionier der Wildbachverbauung
- Stengler, Ralph (* 1956), deutscher Physiker, Hochschullehrer und Hochschulpräsident
- Stenglin, Carl von (1791–1871), letzter Domherr im Fürstentum Lübeck
- Stenglin, Christian von (1843–1928), mecklenburgischer Oberlandstallmeister und Direktor des Landgestüts Redefin
- Stenglin, Christian von (1914–2002), deutscher Landstallmeister, Leiter des Niedersächsischen Landgestüts Celle und Autor
- Stenglin, Ernst Hugo von (1862–1914), preußischer Hauptmann und Kunstmaler
- Stenglin, Felix von (1860–1941), deutscher Schriftsteller
- Stenglin, Karl-Andreas Freiherr von (1944–2020), deutscher Diplomat
- Stenglin, Ulrike von, deutsche Verlagsleiterin und Verlagslektorin
- Stenglin, Zacharias (1604–1674), promovierter Jurist beider Rechte und Stadtsyndikus
- Stengs, Calvin (* 1998), niederländischer Fußballspieler

### Stenh
- Stenhammar, Wilhelm (1871–1927), schwedischer Komponist, Pianist und DirigentWilhelm Stenhammar (1871–1927)

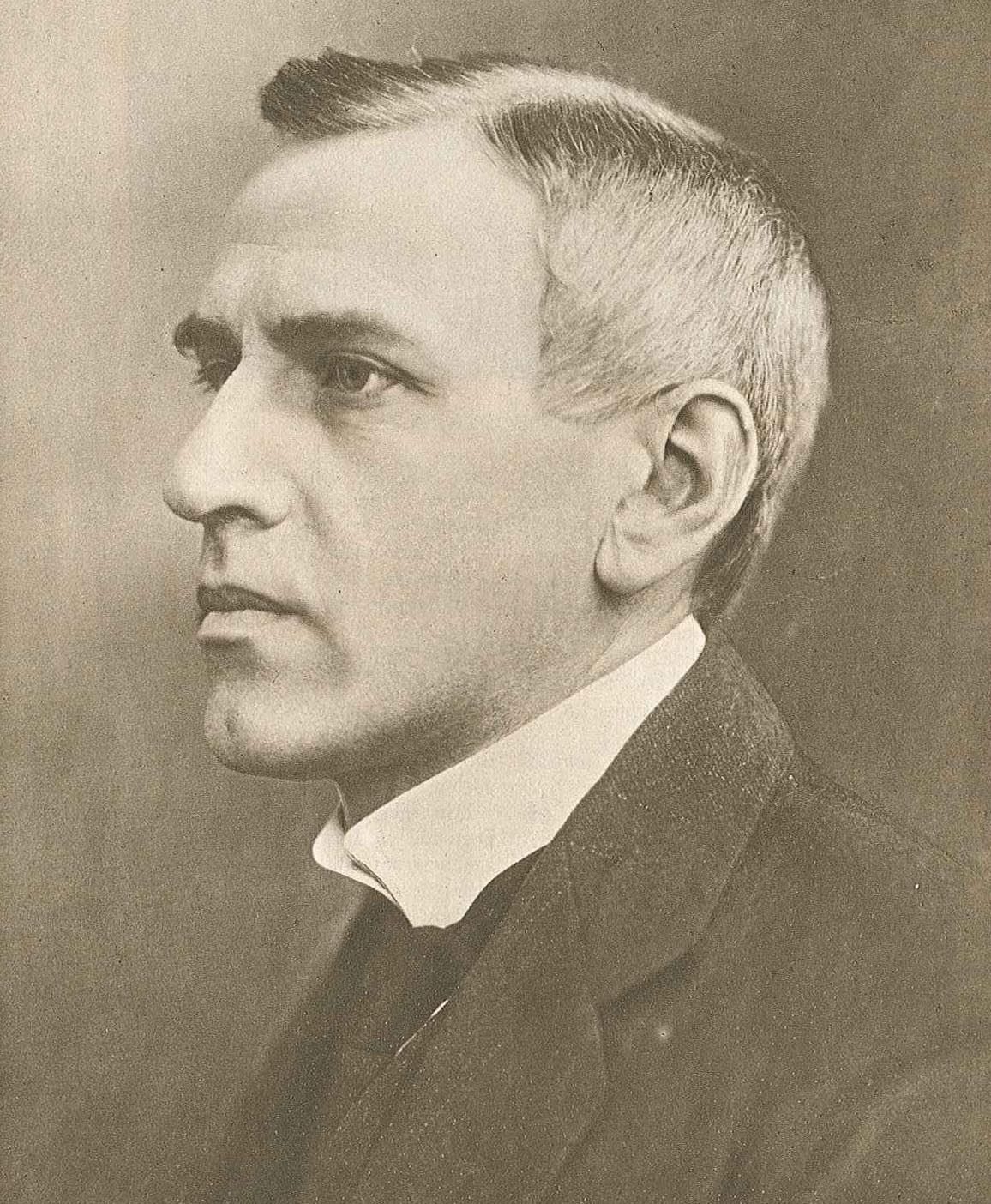
Wilhelm Stenhammar (1871–1927)

- Stenholm, Charles (1938–2023), US-amerikanischer Politiker
- Stenhouse, Bob (* 1944), neuseeländischer Animator
- Stenhouse, Gavin (* 1986), britischer Schauspieler
- Stenhouse, John (1809–1880), schottischer Chemiker
- Stenhouse, Joseph (1887–1941), britischer Marineoffizier, Kapitän und Expeditionsteilnehmer
- Stenhouse, Ricky junior (* 1987), US-amerikanischer Autorennfahrer
- Stenhouse, T. B. H. (1825–1882), Mormonenpionier und Missionar

### Steni
- Stenico, Tommaso (* 1947), italienischer Geistlicher und Autor, Kurienprälat der römisch-katholischen Kirche
- Stenig, Paul (1893–1952), deutscher Jurist
- Stenin, Andrei Alexejewitsch (1980–2014), russischer Journalist und Fotokorrespondent
- Stenin, Boris Andrianowitsch (1935–2001), sowjetischer Eisschnellläufer
- Stenina, Walentina Sergejewna (* 1934), sowjetische Eisschnellläuferin
- Stenius, Erik (1911–1990), finnischer Mathematiker, Philosoph, Sprachtheoretiker und Hochschullehrer
- Stenius, Rainer (1943–2014), finnischer Leichtathlet

### Stenk
- Stenka, Danuta (* 1961), polnische SchauspielerinDanuta Stenka (* 1961)

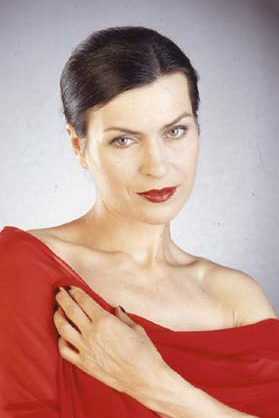
Danuta Stenka (* 1961)

- Stenkamp, Dirk (* 1962), deutscher Manager
- Stenke, Dorit (* 1960), deutsche Politikerin (CDU)
- Stenke, Verena (* 1981), deutsche Performance-Künstlerin
- Stenkil Ragnvaldsson, König von Schweden

### Stenl
- Stenlund, Dan-Olof (* 1937), schwedischer Chorleiter
- Stenlund, Kevin (* 1996), schwedischer Eishockeyspieler
- Stenlund, Ulf (* 1967), schwedischer Tennisspieler

### Stenm
- Stenmalm, Elliot (* 2002), schwedischer Handballspieler
- Stenmalm, Philip (* 1992), schwedischer Handballspieler
- Stenman, Fredrik (* 1983), schwedischer Fußballspieler
- Stenmanns, Hendrina (1852–1903), Gründerin einer Ordenskongregation
- Stenmarck, Martin (* 1972), schwedischer Musiker und Teilnehmer am Eurovision Song Contest
- Stenmark, Ingemar (* 1956), schwedischer Skirennläufer, OlympiasiegerIngemar Stenmark (* 1956)

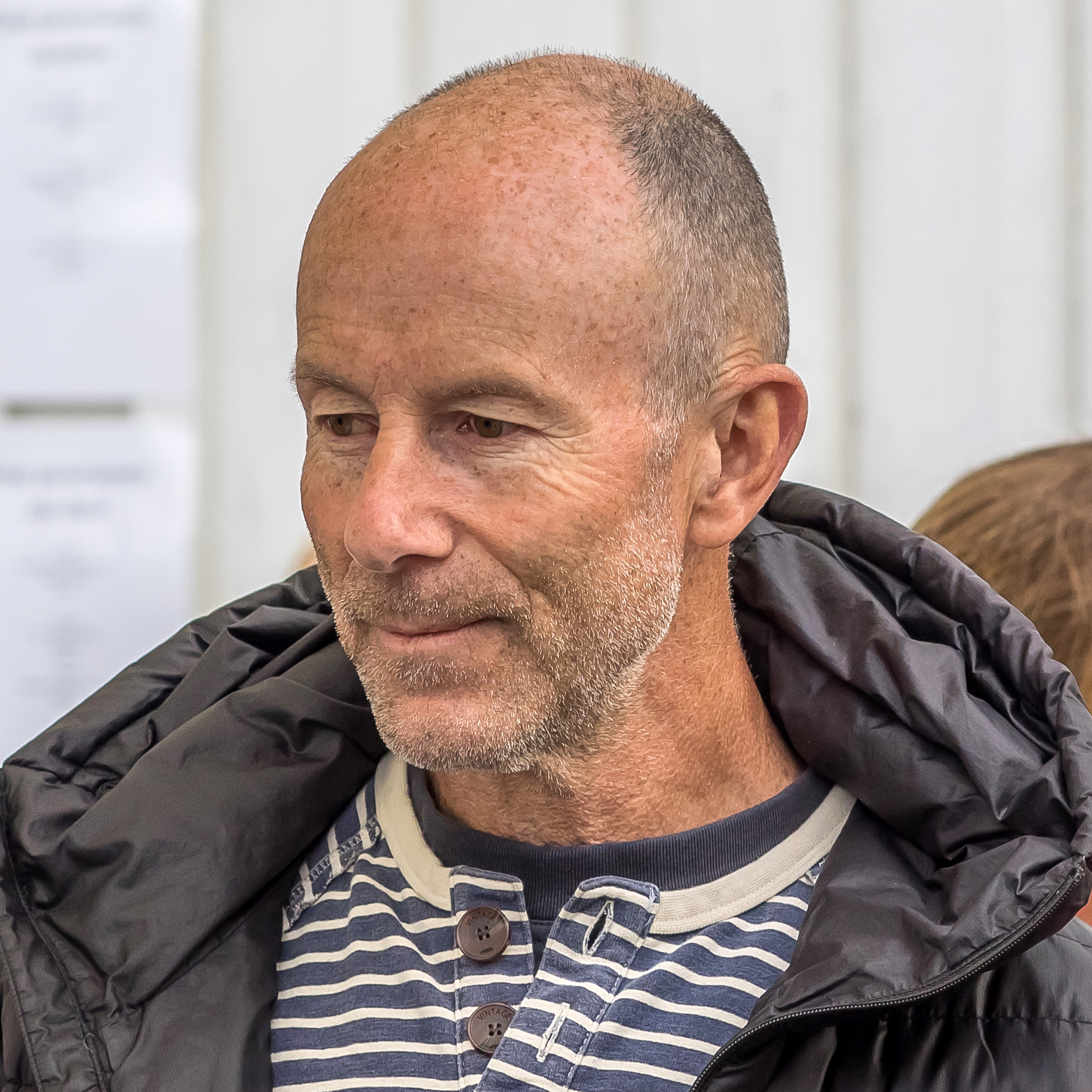
Ingemar Stenmark (* 1956)

- Stenmel, Ordo († 1529), deutscher Domlektor und Prediger
- Stenmo, Anders (1956–2023), schwedisch-österreichischer Drehbuchautor und Musiker

### Stenn
- Stenn, Ingrid (1932–1997), deutsche Schauspielerin und Hörspielsprecherin
- Stenner, Charles E. Jr., US-amerikanischer Offizier, Generalleutnant der US Air Force
- Stenner, Chris (* 1971), deutscher Animator und Grafikdesigner
- Stenner, Hermann (1891–1914), deutscher Maler und Grafiker
- Stenner, Manfred (1954–2014), deutscher Gründer des Netzwerks Friedenskooperative
- Stenner, Sid (1912–1981), australischer Hürdenläufer
- Stenner-Borghoff, Karl-Friedrich (* 1952), deutscher Eishockeyspieler
- Stennert, Philipp (* 1975), deutscher Filmregisseur und Drehbuchautor
- Stennes, Walther (1895–1983), deutscher Hauptmann, Freikorps „Hacketau“, SA-Führer, Militärberater in ChinaWalther Stennes (1895–1983)

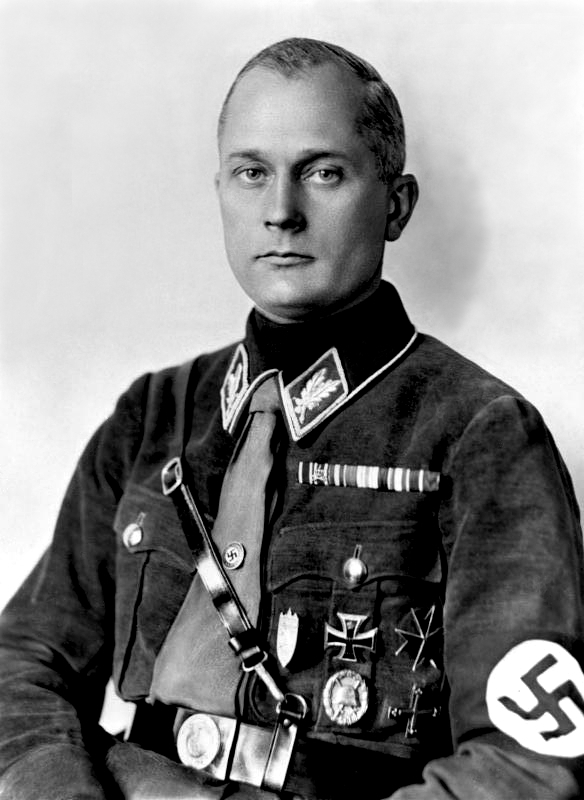
Walther Stennes (1895–1983)

- Stenning, Arthur (1883–1972), britischer Theater- und Filmschauspieler
- Stennis, John C. (1901–1995), US-amerikanischer Politiker (Demokratische Partei), Senator für den Bundesstaat Mississippi

### Steno
- Steno, Michele († 1413), Doge von Venedig
- Steno, Nicolaus (1638–1686), dänischer Arzt, Anatom und Geologe
- Stenov, Michael (* 1962), österreichischer Komponist und Kirchenmusiker

### Stenq
- Stenqvist, Åke (1914–2006), schwedischer Leichtathlet
- Stenqvist, Harry (1893–1968), schwedischer Radrennfahrer und Olympiasieger

### Stenr
- Stenrat, Johannes († 1484), deutscher Maler und Bildhauer
- Stenroos, Albin (1889–1971), finnischer Langstreckenläufer
- Stenroth, Otto (1861–1939), finnischer Politiker

### Stens
- Stens, Zoe (* 2000), deutsche Handballspielerin
- Stensbeck, Oskar Maria (1858–1939), deutscher Reitmeister und Dressurausbilder
- Stenschke, Andreas (* 1975), deutscher Schauspieler und RegisseurAndreas Stenschke (* 1975)

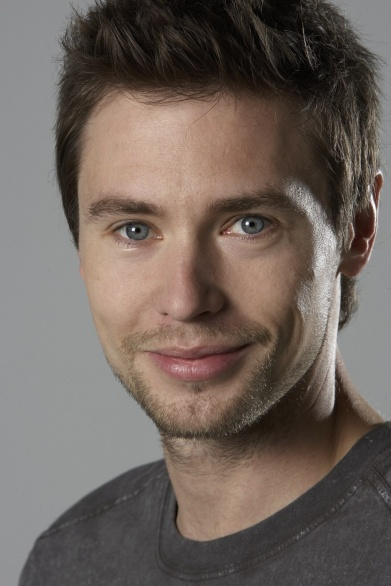
Andreas Stenschke (* 1975)

- Stenschke, Christoph (* 1966), deutscher Theologe
- Stensen, Sten (* 1947), norwegischer Eisschnellläufer
- Stenseng, Kjersti (* 1974), norwegische Politikerin (Ap)
- Stenseth, Ane Appelkvist (* 1995), norwegische Skilangläuferin
- Stenseth, Nils Christian (* 1949), norwegischer Biologe
- Stensgaard, Hanne (* 1953), dänische Schauspielerin
- Stensgaard, Molly Malene (* 1966), dänische Filmeditorin
- Stenshagen, Mattis (* 1996), norwegischer Skilangläufer
- Stenshagen, Thea (* 1984), norwegische Snowboarderin
- Stensheim, Sverre (1933–2022), norwegischer Skilangläufer
- Stenshjemmet, Kay Arne (* 1953), norwegischer Eisschnellläufer
- Stensiö, Erik (1891–1984), schwedischer Paläontologe
- Stensland, Ingvild (* 1981), norwegische FußballspielerinIngvild Stensland (* 1981)

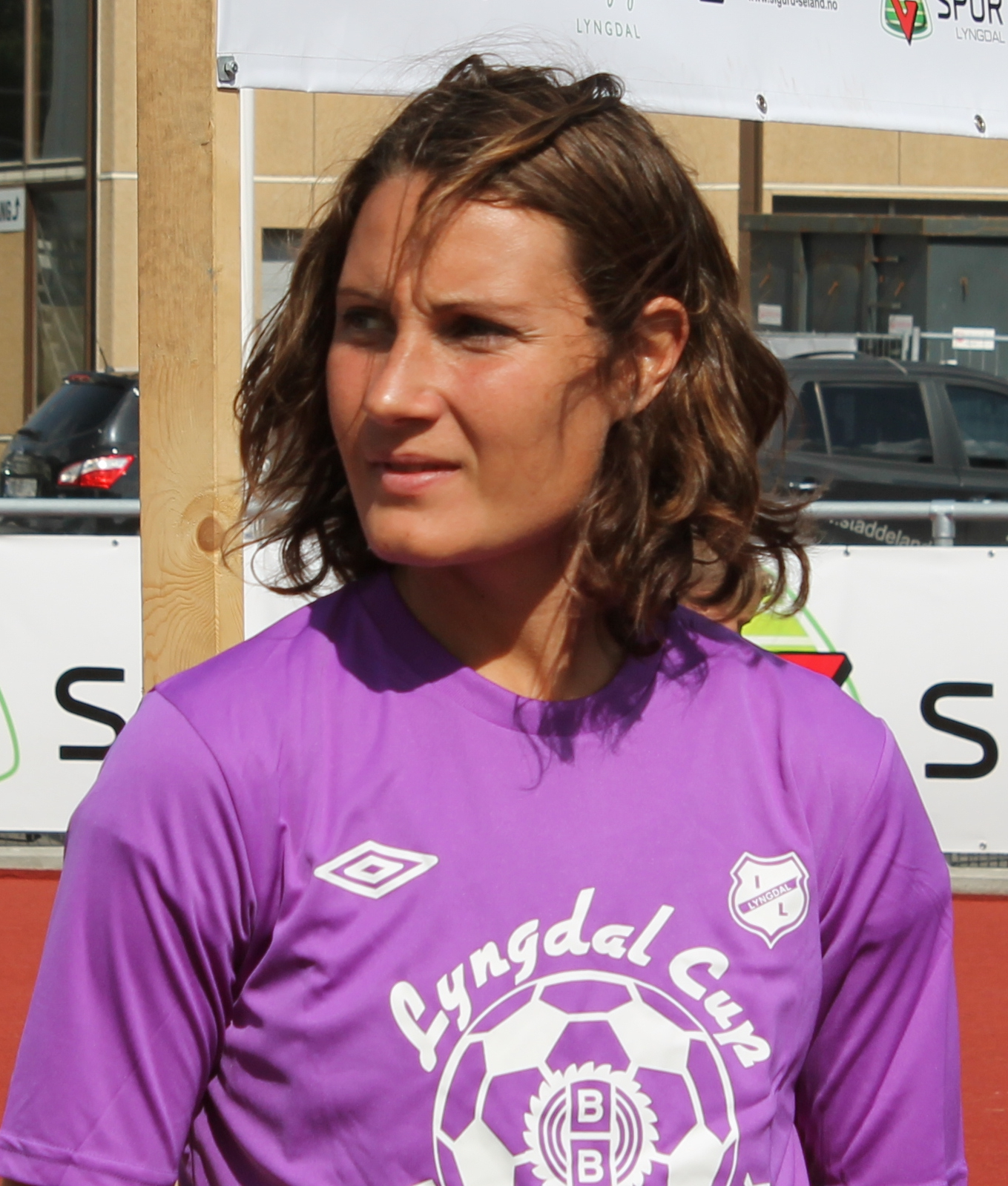
Ingvild Stensland (* 1981)

- Stensland, Sveinung (* 1972), norwegischer Politiker
- Stensløkken, Lars (* 1985), norwegischer Radsportler und Biathlet
- Stensness, Gianni (* 1999), australisch-neuseeländischer Fußballspieler
- Stenson, Bobo (* 1944), schwedischer Jazzpianist
- Stenson, Henrik (* 1976), schwedischer Golfsportler
- Stenson, Jessica (* 1987), australische Langstreckenläuferin
- Stenspil, Cecilie (* 1979), dänische Schauspielerin
- Stensrud, Henning (* 1977), norwegischer Skispringer
- Stensson, Sven Uno (* 1938), schwedischer Radrennfahrer
- Stenström, Bo (* 1937), schwedischer Mathematiker
- Stensvold, Larry, US-amerikanischer Tontechniker

### Stent
- Stent, Angela (* 1947), britisch-US-amerikanische Expertin für Außenpolitik
- Stent, Charles (1807–1885), britischer Zahnarzt
- Stent, Gunther S. (1924–2008), US-amerikanischer Molekularbiologe, Wissenschaftsphilosoph und Neurowissenschaftler
- Stenten, Marlene (1935–2019), deutsche Schriftstellerin
- Stentenbach, Robin (* 1994), deutscher Boulespieler
- Stenton, Doris Mary (1894–1971), britische Mittelalterhistorikerin
- Stenton, Frank Merry (1880–1967), britischer Historiker
- Stentrup, Ferdinand Alois (1831–1898), deutscher römisch-katholischer Theologe und Jesuit
- Stentz, Chuck (1926–2018), US-amerikanischer Jazzmusiker
- Stentzel, Christian Gottfried (1698–1748), deutscher Mediziner
- Stentzsch, Johann Ernst von (1750–1834), preußischer Landrat
- Stentzsch, Maximilian Adolph von (1725–1783), preußischer Landrat

### Stenu
- Stenuf, Hedy (1922–2010), österreichische Eiskunstläuferin
- Sténuit, Robert (1933–2024), belgischer Autor und Unterwasserarchäologe

### Stenv
- Stenvaag, Harald (* 1953), norwegischer Sportschütze
- Stenvall, Kaj (* 1951), finnischer Künstler
- Stenvall, Selm (1914–1995), schwedischer Skilangläufer
- Stenvert, Curt (1920–1992), österreichischer Künstler
- Stenvold, Ingerid (* 1977), norwegische Fernsehmoderatorin und Skilangläuferin

### Stenw
- Stenwald, Joy (* 1990), deutsche Schauspielerin

### Stenz
- Stenz, Arthur (1857–1925), deutscher Violoncellist und Musikpädagoge
- Stenz, Georg Maria (1869–1928), deutscher Ordensgeistlicher und Missionar
- Stenz, Maria (* 1940), dänische Schauspielerin
- Stenz, Markus (* 1965), deutscher DirigentMarkus Stenz (* 1965)

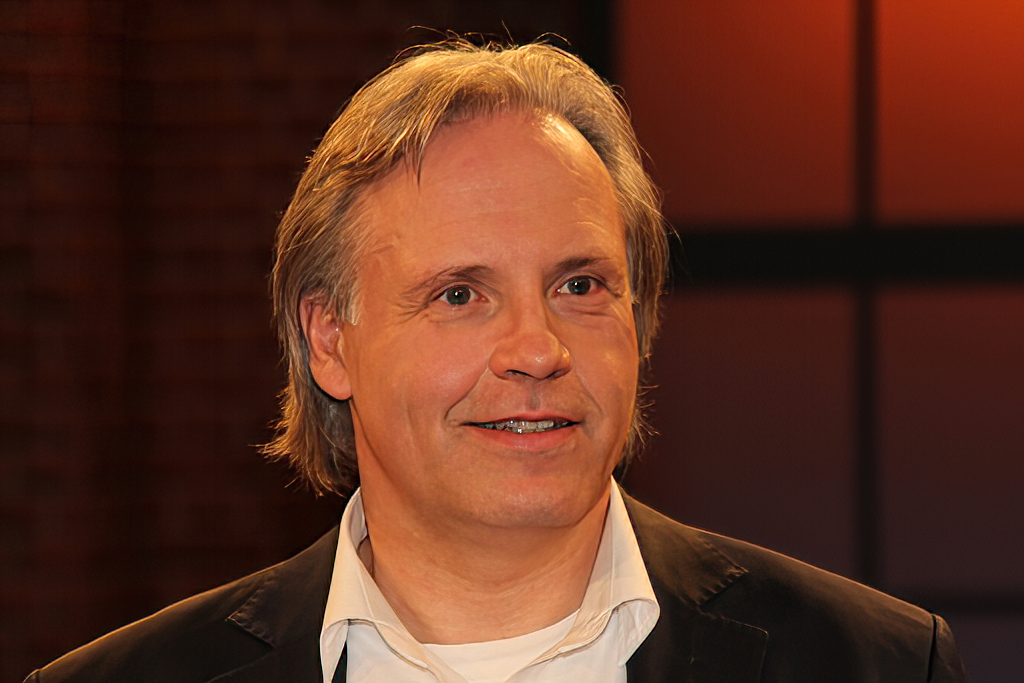
Markus Stenz (* 1965)

- Stenzel, Abraham Nochem (1897–1983), polnisch-britischer Dichter in jiddischer Sprache
- Stenzel, Alfred (1832–1906), deutscher Marineoffizier
- Stenzel, Alois (1917–2013), deutscher römisch-katholischer Theologe
- Stenzel, Armgard (* 1937), deutsche Emailleurin und Schmuckgestalterin
- Stenzel, Caesar († 1890), deutscher Architekt, Baubeamter in Posen, Oppeln und Gleiwitz
- Stenzel, Erhard (1925–2021), deutscher Wehrmachtsdeserteur und Résistancekämpfer
- Stenzel, Erwin (1921–2017), deutscher Neurologe und Epileptologe
- Stenzel, Fabian (* 1986), deutscher Fußballspieler
- Stenzel, Gerhard (1914–2005), österreichischer Schriftsteller
- Stenzel, Gustav Adolf Harald (1792–1854), deutscher Geschichtsforscher
- Stenzel, Hans Joachim (1923–1999), deutscher Zeichner und Karikaturist
- Stenzel, Hans-Christof (1935–2019), deutscher Filmregisseur und Drehbuchautor
- Stenzel, Hans-Jürgen (* 1931), deutscher Fußballspieler und -trainer
- Stenzel, Hartmut (* 1949), deutscher Romanist
- Stenzel, Janin (* 1983), deutsche Schauspielerin, Synchronsprecherin und Hörbuchsprecherin
- Stenzel, Johann Jacob († 1726), sächsisch-polnischer Rat und Resident in Danzig
- Stenzel, Julius (1883–1935), deutscher klassischer Philologe
- Stenzel, Jürgen (* 1962), deutscher Geisteswissenschaftler und Gymnasiallehrer
- Stenzel, Karl (1889–1947), deutscher Historiker, Archivar und langjähriger Leiter des Generallandesarchivs in Karlsruhe
- Stenzel, Karl (1915–2012), deutscher kommunistischer Widerstandskämpfer und SED-Funktionär
- Stenzel, Karl Gustav Wilhelm (1826–1905), deutscher Botaniker und Lehrer
- Stenzel, Klaus-Dieter (* 1950), deutscher Schiedsrichter
- Stenzel, Kurt (1938–2012), deutscher Fernsehjournalist
- Stenzel, Kurt (1962–2024), deutscher Langstreckenläufer
- Stenzel, Manfred (1939–2023), deutscher Schmuck- und Metallgestalter
- Stenzel, Marcel (* 1992), deutscher Fußballspieler
- Stenzel, Markus (* 2002), österreichischer Fußballspieler
- Stenzel, Martin (* 1946), deutscher Bahnradsportler
- Stenzel, Meinrad (1904–1958), deutscher katholischer Theologe
- Stenzel, Monika (* 1949), deutsche Schauspielerin
- Stenzel, Nikola (* 1981), deutsche Psychologin
- Stenzel, Otto (1903–1989), deutscher Musiker, Filmkomponist und Bandleader
- Stenzel, Pascal (* 1996), deutscher FußballspielerPascal Stenzel (* 1996)

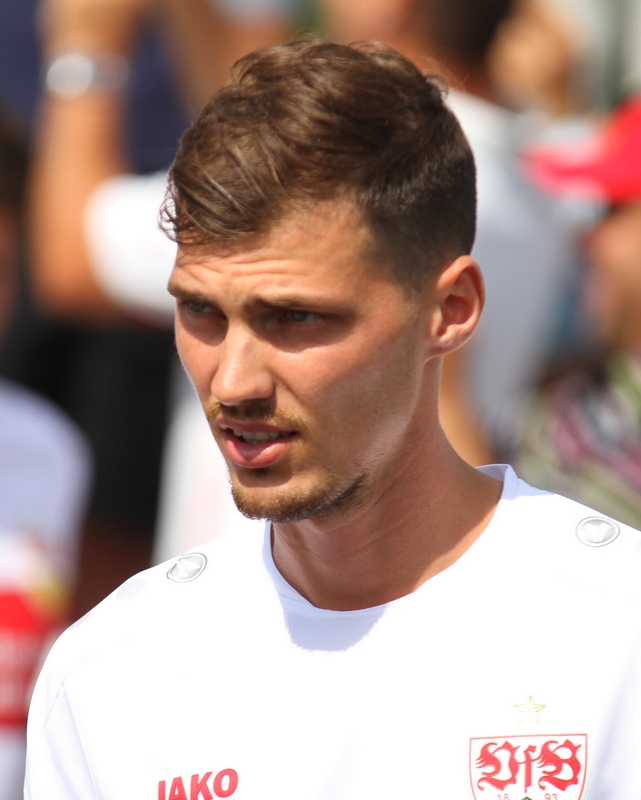
Pascal Stenzel (* 1996)

- Stenzel, Paul (1901–1966), deutscher Gewerkschafter und Politiker (SPD), MdL
- Stenzel, Reinhardt (* 1948), deutscher Autorennfahrer
- Stenzel, Richard (* 2005), deutscher Nordischer Kombinierer
- Stenzel, Roswitha (* 1959), deutsche Rennrodlerin
- Stenzel, Rüdiger (* 1968), deutscher Leichtathlet und Olympiateilnehmer
- Stenzel, Rudolf (* 1960), deutscher Fußballspieler
- Stenzel, Torsten (* 1971), deutscher Musikproduzent
- Stenzel, Ursula (* 1945), österreichische Journalistin und Politikerin (FPÖ; ehemals ÖVP und MdEP)Ursula Stenzel (* 1945)

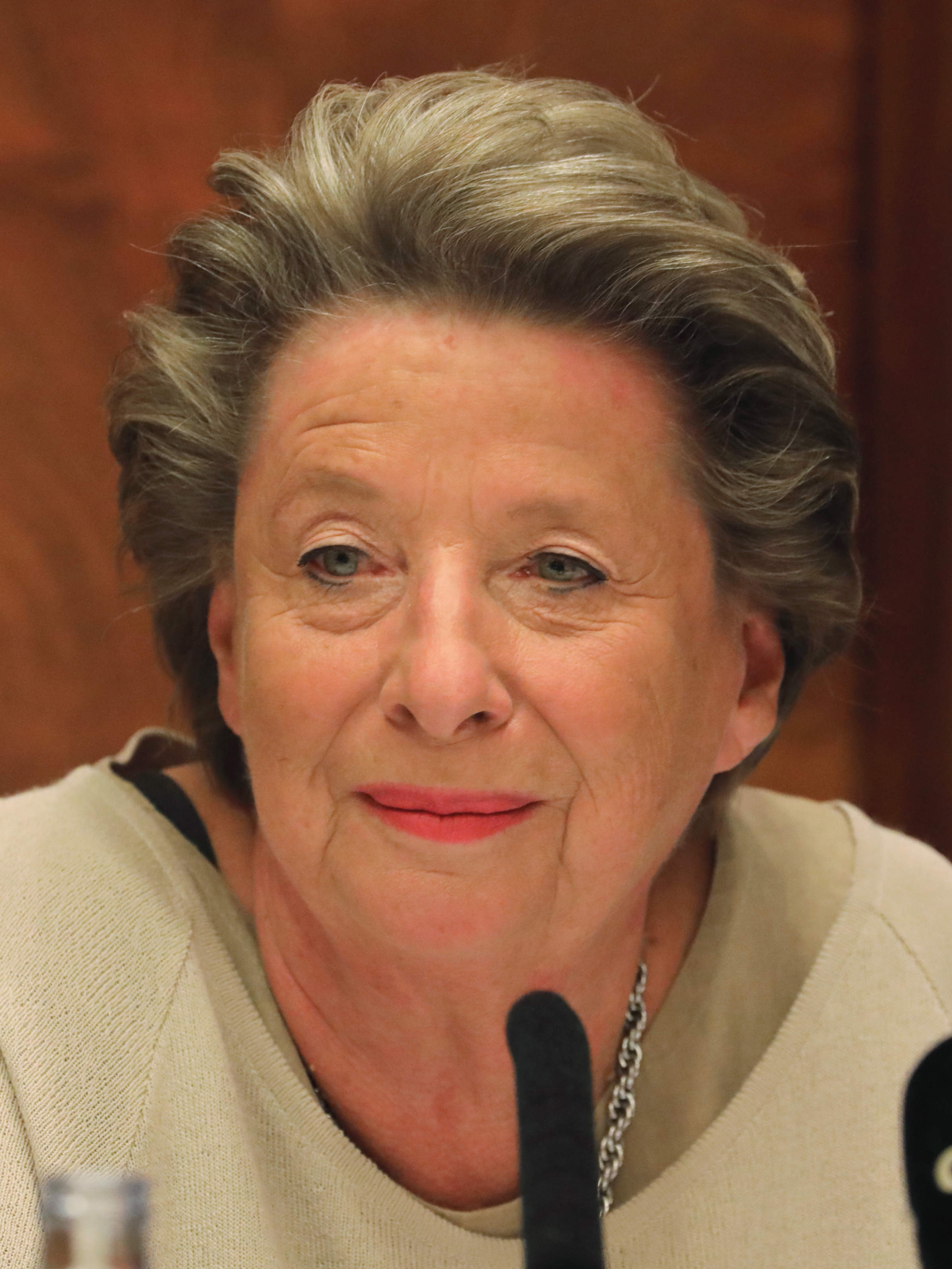
Ursula Stenzel (* 1945)

- Stenzel, Vincent-Louis (* 1996), deutscher Fußballspieler
- Stenzel, Vlado (* 1934), jugoslawischer Handballspieler und -trainer
- Stenzer, Franz (1900–1933), deutscher Politiker (KPD), MdR und Widerstandskämpfer
- Stenzig, Bernd (* 1943), deutscher Germanist
- Stenzinger-Hillardt, Gabriele (1840–1913), österreichische Publizistin und Herausgeberin
- Stenzl, Alois (1882–1942), tschechoslowakischer Politiker der deutschen Minderheit
- Stenzl, Arnulf (* 1955), österreichischer Urologe
- Stenzl, Carl Franz (1829–1864), österreichischer Theaterkomponist und Kapellmeister
- Stenzl, Hans-Peter (* 1960), deutscher Pianist und Hochschullehrer
- Stenzl, Jürg (* 1942), Schweizer Musikwissenschaftler, Autor und Hochschullehrer
- Stenzl, Volker (* 1964), deutscher Pianist und Hochschullehrer
- Stenzler, Adolf Friedrich (1807–1887), deutscher Indologe
- Stenzler, Laurentius (1698–1778), evangelischer Theologe und vorpommerscher Generalsuperintendent